# Брена
Брѐна (на италиански и на ломбардски: Brenna) е село и община в Северна Италия, провинция Комо, регион Ломбардия. Разположено е на 356 m надморска височина. Населението на общината е 2136 души (към 2017 г.).